# Collorhabdium williamsoni
Collorhabdium williamsoni — вид змій родини полозових (Colubridae). Ендемік Малайзії. Це єдиний представник монотипового роду Collorhabdium.

## Поширення і екологія
Collorhabdium williamsoni відомі з кількох місцевостей, розташованих у горах Тітівангса на півдні Малайського півострова, зокрема на нагір'ї Кемерона. Вони живуть у гірських дощових лісах, на висоті від 1100 до 1550 м над рівнем моря.